# Chevrolet Silverado EV
Chevrolet Silverado EV — акумуляторний електричний повнорозмірний пікап, який буде вироблятися концерном General Motors під брендом Chevrolet. Представлений у січні 2022 року, Silverado EV надійде в продаж у 2023 році в 2024 модельному році на ринку Північної Америки.
Початок виробництва Chevrolet Silverado EV та GMC Sierra EV на заводі буде відкладено до кінця 2025 року,
Незважаючи на використання шильдика Silverado, цей автомобіль не поділяє основи з Silverado з двигуном ICE, оскільки він побудований на більш вузькій версії спеціальної електричної платформи, яка використовується в GMC Hummer EV. Це перший електричний пікап під брендом Chevrolet після експериментального S-10 EV.

## Опис

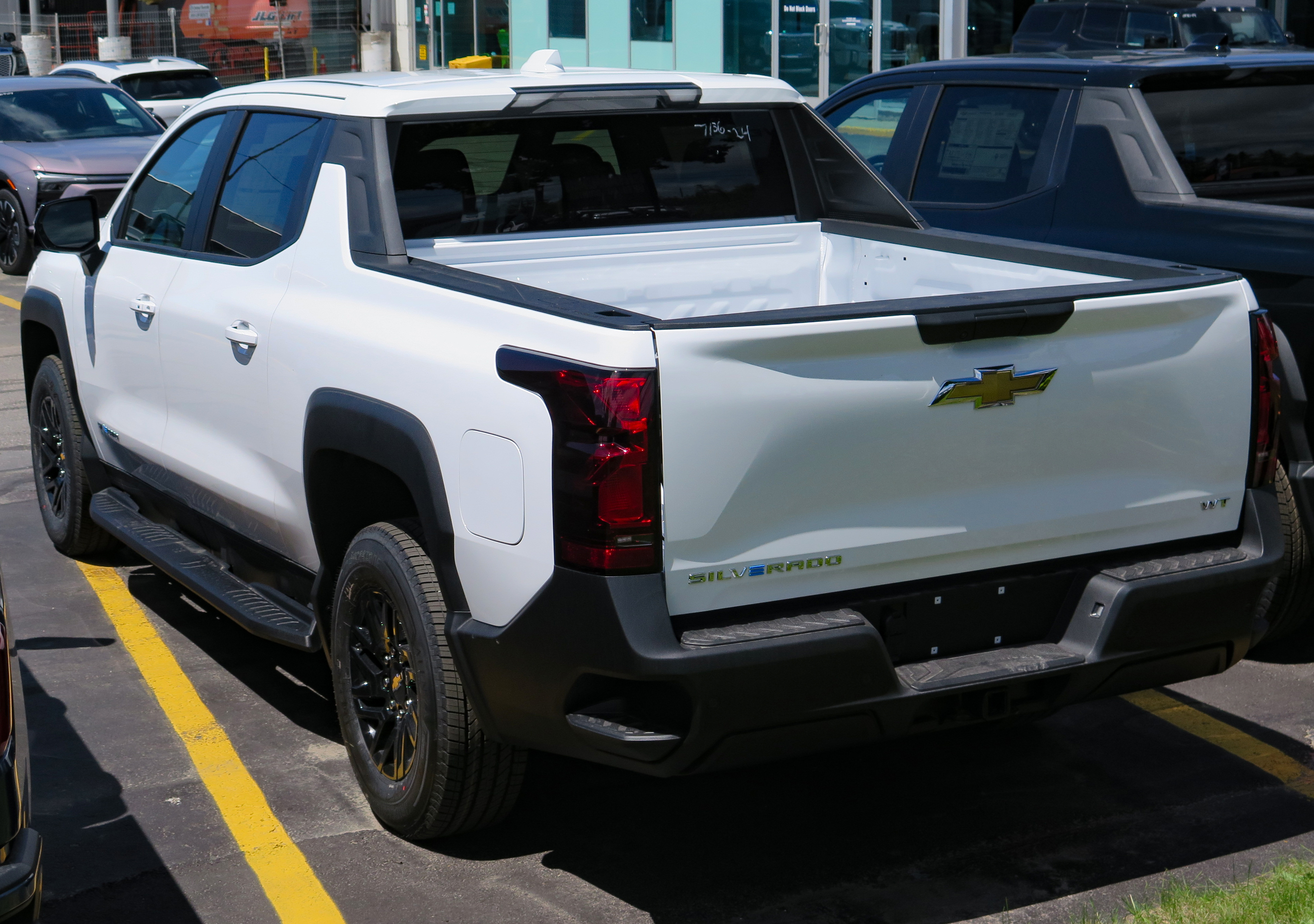

Silverado EV був представлений на виставці Consumer Electronics Show (CES) 2022 року 5 січня 2022 року. Автомобіль був створений з нуля як повністю електричний пікап. Замість використання існуючої платформи Silverado вона використовує платформу BT1 з акумулятором Ultium. Хоча колісна база та загальна довжина подібні до Silverado з двигуном ICE, пропорції значно змінені, що дозволяє йому прийняти більш аеродинамічний зовнішній дизайн та зміщену вперед кабіну для збільшення внутрішнього простору. Він доступний виключно у чотиридверній конфігурації Crew Cab.
Chevrolet Silverado EV є повнопривідним незалежно від версії. В основі електромотори видають потужність 517 к.с. і 834 Нм крутного моменту, параметри версії RST цікавіше - 664 к.с. та 1063 Нм. Заявлений запас ходу – приблизно 640 км. Пікап підтримує дуже швидку зарядку від терміналів потужністю 350 кВт: за 10 хвилин підключення до них у тяговій батареї накопичується заряд достатній для покриття 160 км. Для американців також важливий параметр маси причепа, що буксирується. Для Silverado EV він становить 4,53 тонни, а у кузові можна розмістити вантаж масою 590 кг. Як опція запропонують пакет Max Tow, з яким пікап зможе тягати за собою причепи вдвічі важчі.
Комплектація RST First Edition має режим руху під назвою Wide Open Watts, який дозволяє розганятися 0–100 км/год (0–62 милі/год) менш ніж за 4,5 секунди. Він також буде оснащений 24-дюймовими колесами, чотирма колесами, адаптивною пневматичною підвіскою, яка може піднімати або опускати модель до 2 дюймів (51 мм), і системою напівавтономного водіння Super Cruise.
Трохи пізніше дебютувала GMC Sierra EV.

## Двигуни
- 2 електродвигуни 517 к.с. 834 Нм, батарея 170/205 kWh, максимальний запас ходу до 640 км
- 2 електродвигуни 664 к.с. 1063 Нм, батарея 170/205 kWh, максимальний запас ходу до 640 км (RST)

## Продажі
| рік  | Silverado EV (США) |
| ---- | ------------------ |
| 2023 | 461                |